# Copestylum neotropicum
Copestylum neotropicum är en tvåvingeart som beskrevs av Thompson 1976. Copestylum neotropicum ingår i släktet Copestylum och familjen blomflugor. Inga underarter finns listade i Catalogue of Life.